# حسین تراب‌نژاد
حسین تراب‌نژاد (زاده ۱۳۶۰،تهران) فیلم‌نامه‌نویس اهل ایران است.

## فیلم‌شناسی

### سینمایی
- صیاد، کارگردان: جواد افشار
- آپاراتچی، کارگردان: قربانعلی طاهرفر
- پالایشگاه کارگردان: مهرداد خوشبخت
- ضد، کارگردان: امیرعباس ربیعی[۱]
- آبادان یازده ۶۰، کارگردان:مهرداد خوشبخت
- ماجرای نیمروز:ردخون، کارگردان:محمدحسین مهدویان
- فیلم سینمایی دارکوب، کارگردان: بهروز شعیبی

### مجموعه تلویزیونی
- بازپرس، کارگردان: احمد معظمی
- خانه امن، کارگردان: احمد معظمی
- ترور خاموش، کارگردان: احمد معظمی
- شرایط خاص کارگردان : وحید امیرخانی
- سریال فوق سری، کارگردان: مهدی فخیم زاده
- بیدارباش، کارگردان: احمد کاوری
- شوق پرواز، کارگردان: یدالله صمدی
- شاید برای شما هم اتفاق بیفتد، کارگردان: احمد معظمی
- سریال هفت‌سنگ، کارگردان: علیرضا بذرافشان
- پرده نشین، کارگردان: بهروز شعیبی
- نفس گرم، کارگردان: محمدمهدی عسگرپور
- غیرعلنی، کارگردان: مهرداد خوشبخت
- راه طولانی، کارگردان: رضا کریمی
- پیدا و پنهان هشت اپیزود، کارگردان: آرش معیریان
- سلام، کارگردان: محمدرضا فرزین
- رنج پنهان، کارگردان: بیژن میرباقری
- معراجی‌ها، کارگردان: مسعود ده نمکی

### تله‌فیلم
- ترانه ی آتش. کارگردان: روح ا... سهرابی
- مینی سریال دختر گمشده، کارگردان: احمد کاوری
- برهوت، کارگردان: شهرام شاه‌حسینی
- لرزش زندگی، کارگردان: علیرضا بذرافشان
- بیگانه، کارگردان: مسعود آب پرور
- مردان آفتاب، کارگردان: داریوش غذبانی
- یک نفر تا مرگ، کارگردان: اسماعیل فلاح پور
- بعد از غبار، کارگردان: محمود معظمی
- داشتن و نداشتن، کارگردان: رهبر قنبری
- خسیس، کارگردان: احمد کاوری
- سایه بان، کارگردان: مسعود تکاور
- یکی از همین روزها، کارگردان: راما قویدل

### نمایش‌خانگی
- خسوف، کارگردان: مازیار میری

## سایر فعالیت‌ها
- همکاری در بازنویسی فیلم سینمایی سیانور، کارگردان: بهروز شعیبی
- بازنویسی مینی سریال گیله وا، کارگردان: اردلان عاشوری
- طرح سریال هاتف، کارگردان: داریوش یاری
- مشاور فیلم نامه تله فیلم عملیات پایتخت، کارگردان: محمدرضا آهنج

## جوایز
او بابت سریال «پرده نشین» کاندیدای جایزه حافظ شد.
برنده یاس زرین از جشنواره فیلم یاس برای فیلم تلویزیونی مردان آفتاب
برنده دیپلم افتخار جشنواره یاس برای فیلم تلویزیونی یک نفر تا مرگ